# 䢺江镇
䢺江镇，是中华人民共和国四川省成都市大邑县下辖的一个乡镇级行政单位。2019年12月，将原斜源镇太平社区、三元场村、六坪村、江源村、大鹏村所属行政区域划归䢺江镇管辖。将䢺江镇宝珠村、高坝村以及原斜源镇盘石村所属行政区域划归新场镇管辖。

## 行政区划
䢺江镇下辖以下地区：
䢺源社区、下坝社区、鱼泉村、香桂村、虎岗村、田园村、华山村、上坝村、马桥村、雷山村、高坝村和宝珠村。
2019年12月调整后，䢺江镇辖䢺源社区、下坝社区、太平社区、鱼泉村、香桂村、虎岗村、田园村、华山村、上坝村、马桥村、雷山村、三元场村、六坪村、江源村和大鹏村。